# Mk.VIII ハリー・ホプキンス軽戦車
Mk.VIII 軽戦車 ハリー・ホプキンスは、イギリスのヴィッカース・アームストロング社によって生産された、第二次世界大戦中の戦車である。

## 概要
本車のハリー・ホプキンスの名は、アメリカ合衆国大統領フランクリン・ルーズベルトの主任外交顧問の名前に由来する。本車は同社がイギリス陸軍のために生産した軽戦車系列の最後の車輛であり、同じくヴィッカースの設計によるMk.VIIテトラーク軽戦車の代替を意図していた。
ハリー・ホプキンス軽戦車の製作にあたってはいくつかの変更がなされたが、最も顕著なものは車幅、全長の拡大、重量増加、装甲厚の増加である。本車の設計案は1941年の後期に陸軍省に提出され、同月、陸軍省の戦車委員会は1,000輌の先行発注を出した。11月には生産車輌数が2,410輌にまで増加した。製作は1942年6月に開始されたが、すぐさま問題に直面した。陸軍省と戦闘車輛試験協会から不満が出された後、いくつかの修正が設計に施された。これらの問題は非常に深刻で、6輌だけが1943年の中期に生産されたのみであり、最終的には100輌が1945年2月の生産終了時に存在した。
1941年の中頃に、陸軍省とイギリス陸軍の当局は、軽戦車の兵装と装甲の弱さ、戦闘時の貧弱な能力を理由とし、軽戦車をこれ以上運用しないことを決定した。この結果、相当数の生産予定台数があったハリー・ホプキンス軽戦車は、その時にはもう時代遅れとなり、戦闘に投入されることはなくなった。
陸軍省はこの軽量さを生かしたいくつかの企画を作った。このプランには、本車を偵察部隊に配備することや、グライダーのように航空機で曳航できるよう翼を装着し、空挺部隊の支援に用いるという、不成功のアイデアが含まれている。結局、飛行場の防衛のため、イギリス空軍に作られた車輌を引き渡すことが決定された。さらにハリー・ホプキンス軽戦車の発展型であるアレクト自走砲が設計された。これは榴弾砲を装備し、空挺部隊の近接支援を行うとされた。しかし生産された数輌も戦闘に投入されることはなかった。

## 開発経緯
ハリー・ホプキンス軽戦車は、イギリス陸軍の用いるMk.VII テトラーク軽戦車を代替するために、ヴィッカース・アームストロング社が設計した軽戦車である。同社は、ハリー・ホプキンス軽戦車を、テトラーク軽戦車の設計を流用し、いくらかの範囲、特に装甲防御の点で改善したものにすることを予定していた。この設計案ではテトラーク軽戦車よりも装甲が厚く、車体前面と砲塔の装甲は38 mm に、車体側面は17 mm に増大され、さらに避弾経始をよくするため、砲塔と車体側面の装甲をテトラーク軽戦車より傾斜させて配した。。寸法も変更され、全長は15 cm 延長、全幅が38 cm 拡幅され、さらに重量が増大した。これらの変更から、本車はゼネラル・エアクラフト ハミルカー軍用グライダーで空輸できなくなった。
テトラーク軽戦車と同じく12気筒ガソリンエンジンが装備されたが、重量増から最大速度は48km/hに低下した。兵装はテトラーク軽戦車と同様に、機関銃が1挺、主砲にオードナンス QF 2ポンド砲が装備された。
さらにテトラーク軽戦車の設計で採用された、通常用いられることのない操行機構を用いた。この操行と機械構造は、転輪の横方向への動作で装軌部分を曲げ、旋回を達成した。操縦手が操行ハンドルをまわすと、全部で8個の転輪は横方向へ曲がり、さらに装軌部分を、旋回率に応じて曲げるだけでなく傾け、戦車を旋回させた。このアイデアは従来型の動力伝達システムの持つ機械的な酷使による損傷と、戦車旋回時に片側の操行装置を停止させることによる駆動力の無駄を減少させた。テトラーク軽戦車と異なり、ハリー・ホプキンス軽戦車の操行システムは動力補助されていた。。
1941年9月、ヴィッカース・アームストロング社はMk VIIIの設計案を陸軍省に提出し、同月、陸軍省の戦車委員会は1,000輌の戦車を発注した。さらに11月には2,410輌にまで増やされた。委員会はこの生産が1942年6月にはほぼ100%開始できるよう希望した。
ヴィッカース・アームストロング社の子会社であるメトロ・キャメル社で生産がおこなわれた。それはこの戦車に仕様番号（A25）とハリー・ホプキンスの名が与えられた時期であった。期待どおりに生産は1942年6月に始まったが、すぐさま問題が露呈し始めた。試作車の試験でもいくつか問題が発生した。
しばらくしてイギリス首相ウィンストン・チャーチルへ、軍需省から、戦車の配備が開発上の問題のために遅延している旨の報告が送られた。また12月の陸軍省の報告書では、生産を続行する前にいくつかの変更が必要であるとした。前部のサスペンションが広範な変更の必要性から選び出された。問題は1943年の6月になっても現れ、戦闘車輌検査協会の報告書では重大な欠点が試作車輌にいまだに現れることを示している。
この問題は、ハリー・ホプキンス軽戦車の試験を予定より早期に放棄させる、とても厳しいものとなった。1943年8月31日までに、年初の陸軍省の100輌生産の条件と比較してたった6輌のハリー・ホプキンス軽戦車だけが生産された。陸軍省は設計の保持に固執し、1943年11月、750輌の戦車製造のため公式の要求条件を出したが、生産が1945年2月に公式に終わるまでの生産台数はわずかに約100輌であった。

## 戦歴
1941年の中頃、陸軍省の当局と陸軍内において最終的な結論が出された。それは、軽戦車はこれ以上イギリス陸軍で使用するには脆弱すぎ、その責任は軽戦車の概念にあったということである。
この問題はフランスの戦いの間、イギリス軽戦車の貧弱な性能として当然に現れた。敵の主力戦車と戦えるよう設計された戦車が不足していたことが、ドイツ機甲部隊に対して軽戦車を配備させた原因だった。この結果生じる高い死傷率は、陸軍省に、軽戦車設計の戦場への適合性を再考させた。戦前の軽戦車の役割は偵察であったが、軽戦車よりも良い縦走能力を持ち、少数の乗員を乗せるスカウトカーは、より良く偵察を実行できることが判明した。
従ってハリー・ホプキンス軽戦車の相当数がメトロ・キャメル社によって生産される頃には、それらはすでに時代遅れになり、戦闘に投入されなかった。限定された数の軽戦車の需要がイギリス機甲師団の部隊の中にあったが、しかし、これはアメリカで製造されたスチュアート軽戦車ですでに間にあっていた。
1942年12月に出された方針報告は、専門活動を行う偵察連隊または特別な軽戦車連隊を編成し、この戦車を配備できることを示唆していた。これらの提案は議論の後に放棄され、代案として生産車輌は、離着陸場と空軍基地を守るため、イギリス空軍に引き渡されるべきであると決定された。
ハリー・ホプキンス軽戦車は、輸送翼として知られる、もう一つの計画に関しても検討された。これはハリー・ホプキンス軽戦車に翼に似た飛行用の表面形状をとり付け、輸送機で曳航し、戦闘時に空挺部隊を支援して降着できるようにするというものであった。この計画は、試作車輌が離陸を果たして墜落したのち打ち切られた。
試作車が1輌、ハリー・ホプキンス軽戦車の設計から製造された。アレクト自走砲である。オリジナルの車輛はハリー・ホプキンス 1 CS（近接支援）として知られ、最終的には仕様番号A25 E2を与えられた。アレクト自走砲は、ハリー・ホプキンス軽戦車の軽量な車体に、95 mm 榴弾砲を備えていたが、これは砲塔をおろしたことで車体に榴弾砲を積めるようにしたものである。装甲はそれぞれ10 mm と4 mm に減少し、重量も減っていた。結果、最高速度は49.6 km/h となった。
アレクトは半装軌式車輛の牽引する、榴弾砲といった支援兵器を代替する目的で設計された。戦争中、イギリスの空挺部隊はそれを使用した。最初の車輛は1942年の後期に生産された。1945年、2,200輌のアレクト自走砲が陸軍省に発注された。しかし実際にはわずかな数が生産されるにとどまり、1輌も軍務に就役しなかった。多くの車輌は、イギリス陸軍の工兵部隊が使用するべく、ブルドーザーに変更された。